# Sut Jhally

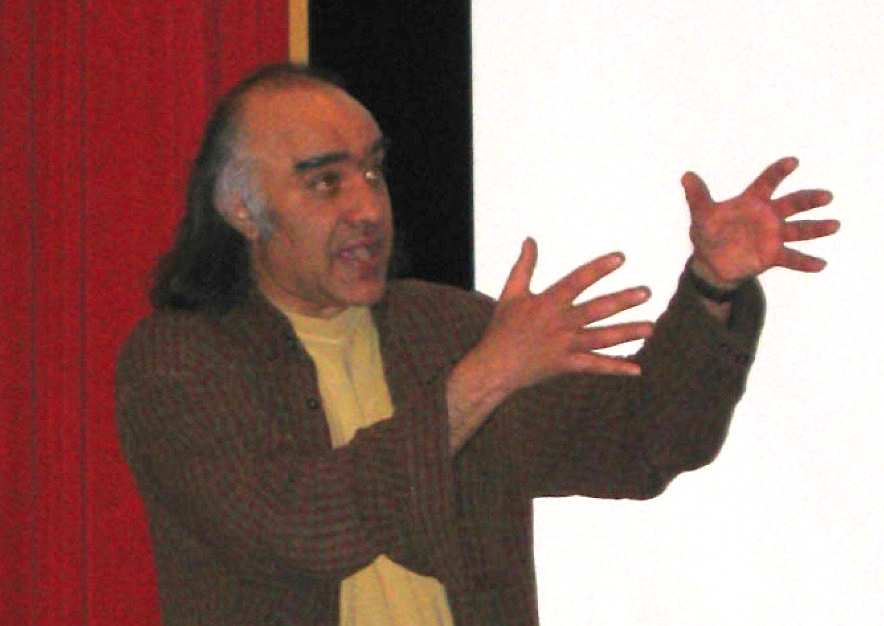
Sut Jhally, 2004

Sut Jhally (* 29. Mai 1955) ist Professor für Kommunikation an der  University of Massachusetts Amherst, USA. Er arbeitet zu den Themen Werbung, Massenmedien und Konsum und ist Autor mehrerer Dokumentationen über Medienkompetenz. Jhally gründete 1992 die Media Education Foundation, eine Non-Profit-Organisation, die Dokumentarfilme herstellt und vertreibt, um die Kritik und Diskussion über die Beziehung zwischen Medieneigentum, kommerziellen Medieninhalt und den demokratischen Anspruch auf freien Informationsfluss, vielfältige Repräsentation von Gedanken und Menschen und informierte Bürgerbeteiligung zu fördern.

## Leben
Sut Jhally kam in Kenia zur Welt und wuchs in England auf. 1978 zog er nach Kanada, wo er ein Stipendium der University of Victoria annahm. Er promovierte an der Simon Fraser University in Vancouver.

## Werke
Jhally steht der Popkultur und der Werbung häufig sehr kritisch gegenüber. In seinem Video „Dreamworlds“ (Traumwelten) beschreibt das Image der Frauen in Musikvideos als Fantasien junger männlicher Heranwachsender: junge und schöne Frauen, darauf aus, Männern zu Diensten zu sein, nein sagend, wenn sie ja meinen, und oft auf äußerliche Erscheinung und Körperteile reduziert. Er schließt, dass eine ungesunde Einstellung zur sexuellen Gewalt durch diese Videos gefördert werden kann und verlangt nach einem Ausgleich dieser Videos mit anderen kulturellen Beispielen von Sexualität. Von ihm stammt die Aussage: „Werbung teilt uns mit, dass der Weg zur Zufriedenheit und Freude über den Konsum von Objekten führt. Die immense Ansammlung von Konsumgütern muss verkauft werden und sie wird mit Hilfe der Märchens, dass Güter Freude bringen, verkauft.“
In seinem Aufsatz „Advertising at the Edge of the Apocalypse“ [Werbung am Rande des Weltunterganges] und in seinem Video „Advertising and the End of the World“ [Werbung und das Ende der Welt) stellt er fest, dass die wesentliche kulturelle Triebkraft von heute, nämlich die alles durchdringende Werbung, durch ständige Untermauerung einer hanebüchenen Verbindung zwischen Konsum und Zufriedenheit und durch Konzentration auf individuelle u. unmittelbare Bedürfnisse einer Diskussion über die gesellschaftlichen und langfristigen Bedürfnisse im Wege steht und zu einer Verschwendung von Ressourcen führt. Das Video „Killing Us Softly III“ (Uns langsam umbringen III), das er zusammen mit Jean Kilbourne drehte, ist eine Kritik des Frauenbildes in der Werbung.
In dem 2004 entstandenen Video „Peace, Propaganda & the Promised Land“ (Frieden, Propaganda und das versprochene Land) macht sich Jhally daran, den Einfluss der israelischen Propaganda und Öffentlichkeitsarbeit auf die öffentliche Meinung der USA hinsichtlich des Nahostkonfliktes darzustellen. In dem ebenfalls 2004 gedrehten Video „Hijacking Catastrophe“ (Entführung der Katastrophe) versucht er darzustellen, wie der Krieg gegen den Terror von der US-Regierung als Vorwand genutzt wurde, um ihre militärische Macht über die ganze Welt auszudehnen. In einem Video „Reel Bad Arabs“ (Richtig Böse Araber) aus 2006 thematisiert er die negative Darstellung von Arabern im US-amerikanischen Film, basierend auf dem Buch von Jack Shaheen „Reel Bad Arabs“. („Reel“ anstelle von „Real“ ist ein Wortspiel).

### Video Dokumentarfilme
- Reel Bad Arabs: How Hollywood Vilifies People (2006) (trailer)
- Peace, Propaganda & the Promised Land (mit Bathsheba Ratzkoff), (2004) (komplettes Video)
- Hijacking Catastrophe: 9/11, Fear & the Selling of American Empire (2004) (komplettes Video)
- No Logo (2003), basierend auf dem Buch Naomi Klein No Logo (komplettes Video)
- Killing Us Softly 3 (mit Jean Kilbourne) (1999) (komplettes Video)
- Tough Guise: Men, Violence and the Crisis in Masculinity (1999) (trailer)
- Off the Straight and Narrow (mit Katherine Sender) (1998) (trailer)
- Advertising and the End of the World (1998) (trailer)
- Dreamworlds II: Desire, Sex, Power in Music Video (1997) (komplettes Video)
- Slim Hopes (mit Jean Kilbourne) (1995) (trailer)
- The Date Rape Backlash (1994) (trailer)
- The Killing Screens (mit George Gerbner) (1994) (trailer)
- Pack of Lies - the Advertising of Tobacco (mit Jean Kilbourne) (1992)
- Atrocity Inc: How Israel Sells its Destruction of Gaza (mit Max Blumenthal) (2024)[5]

### Bücher
- The Spectacle of Accumulation: Essays in Culture, Media, And Politics, Taschenbuch - 24. Juni, 2006, ISBN 0-8204-7904-7
- Social Communication in Advertising (mit William Leiss, Stephen Kline und Jacqueline Botterill), (2004), ISBN 0-415-96676-0
- The Codes of Advertising (1999), ISBN 0-415-90353-X
- Enlightened Racism (mit Justin Lewis), (1992), ISBN 0-8133-1419-4. Demnach soll die Bill Cosby Show das Vorurteil verstärken, dass Schwarze, die es „nicht geschafft haben“, sich das nur selbst vorzuwerfen haben.

### Veröffentlichungen
- Advertising at the Edge of the Apocalypse

## Zitate
1. ↑  Archivierte Kopie (Memento des Originals vom 19. Oktober 2002 im Internet Archive)  Info: Der Archivlink wurde automatisch eingesetzt und noch nicht geprüft. Bitte prüfe Original- und Archivlink gemäß Anleitung und entferne dann diesen Hinweis.
2. ↑  http://www.imdb.com/name/nm1126293/
3. ↑  http://www.mediaed.org/about
4. ↑  Archivierte Kopie (Memento des Originals vom 21. November 2006 im Internet Archive)  Info: Der Archivlink wurde automatisch eingesetzt und noch nicht geprüft. Bitte prüfe Original- und Archivlink gemäß Anleitung und entferne dann diesen Hinweis.
5. ↑  Nick Holdsworth: How Israel sells its destruction of Gaza, Modern Times Review, 14 Oktober 2024